# Orthiopteris kingii
Orthiopteris kingii är en ormbunkeart som först beskrevs av Richard Henry Beddome, och fick sitt nu gällande namn av Holtt. Orthiopteris kingii ingår i släktet Orthiopteris och familjen Saccolomataceae. Inga underarter finns listade.